# Syncomistes rastellus
Syncomistes rastellus är en fiskart som beskrevs av Richard P. Vari och Hutchins, 1978. Syncomistes rastellus ingår i släktet Syncomistes och familjen Terapontidae. IUCN kategoriserar arten globalt som nära hotad. Inga underarter finns listade i Catalogue of Life.